# VFTS 102
VFTS 102 es una estrella perteneciente a la nebulosa de la Tarántula, de la Gran Nube de Magallanes. La estrella está a unos 160 000 años luz de distancia del Sol. 

## Descubrimiento y características
Un equipo internacional de astrónomos utilizó el Very Large Telescope (VLT) en el Observatorio Paranal de Chile para realizar un sondeo de las estrellas más masivas y brillantes en la nebulosa de la Tarántula en la Gran Nube de Magallanes. Entre las muchas encontradas, fue detectada esta estrella que está rotando a más de 2 millones de kilómetros por hora. Esta velocidad de rotación equivale a trescientas veces la velocidad de rotación de nuestro Sol y se encuentra en un punto en el cual podría ser destrozada por las fuerzas centrífugas. Hasta la fecha VFTS 102 sería la más rápida conocida. Además, fue encontrado que esta estrella es 25 veces más masiva que el Sol y cerca de cien mil veces más brillante. Su velocidad de traslación en significativamente diferente que la de sus vecinas.
La estrella VFTS 102 recibe ese nombre por el sondeo en el que se la descubrió llamado VLT-FLAMES Tarantula Survey, que a su vez se conoce así por ser un sondeo usando el VLT y el instrumento FLAMES, que es un espectógrafo.
VFTS 102 se traslada a casi 228 km/s, que es menor que otras estrellas similares en la región por unos 40 km/s. Las velocidades de unas 180 estrellas (de tipo O) en el sondeo encontraron que la velocidad media es de 271 km/s.
Esta diferencia en velocidad podría implicar que VFTS 102 es una "estrella fugitiva", una que ha sido eyectada de un sistema doble luego de que su compañera explotara como supernova. Esta idea es apoyada por dos pistas: un púlsar y un remanente de supernova asociado en su vecindad.